# Остеосинтез апаратами зовнішньої фіксації

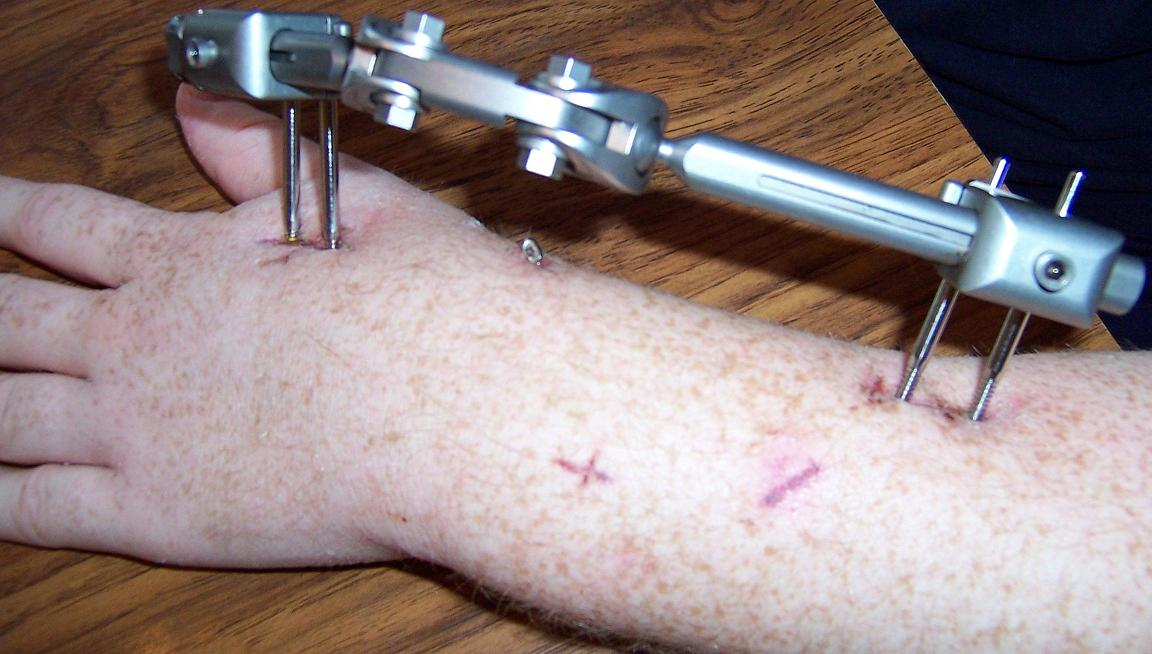
Апарат зовнішньої фіксації накладений на передпліччя та кисть для фіксації кистьового суглоба

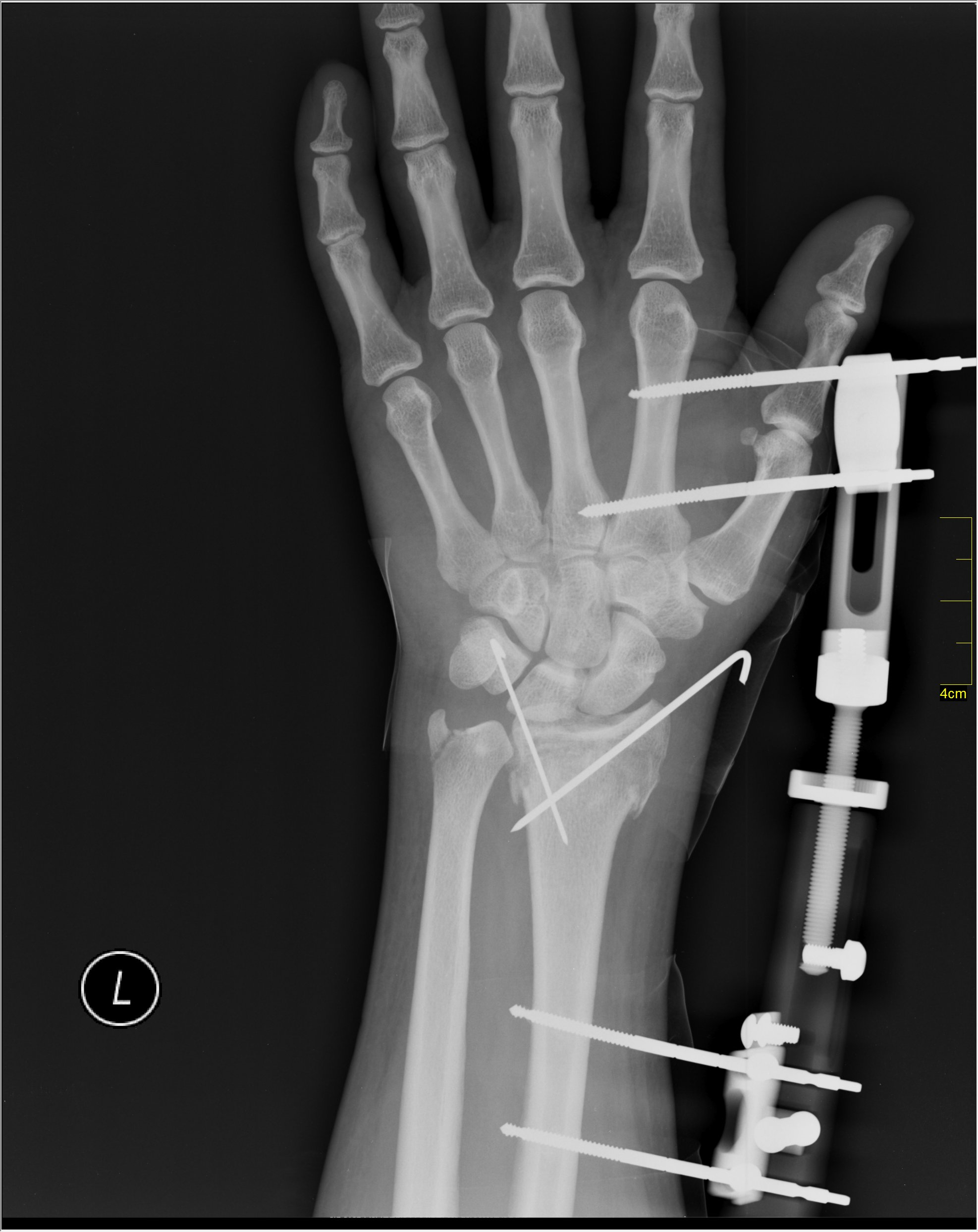
Рентгенограма комбінованого остеосинтеза (апаратом зовнішньої фіксації та діафіксацією спицями Кіршнера) перелома дистального епіметафіза лівої променевої кістки

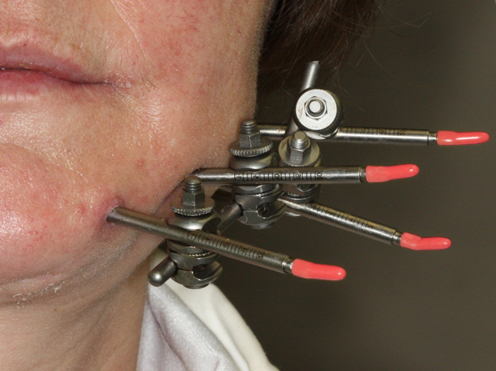
Остеосинтез стержньовим апаратом зовнішньої фіксації перелома нижньої щелепи

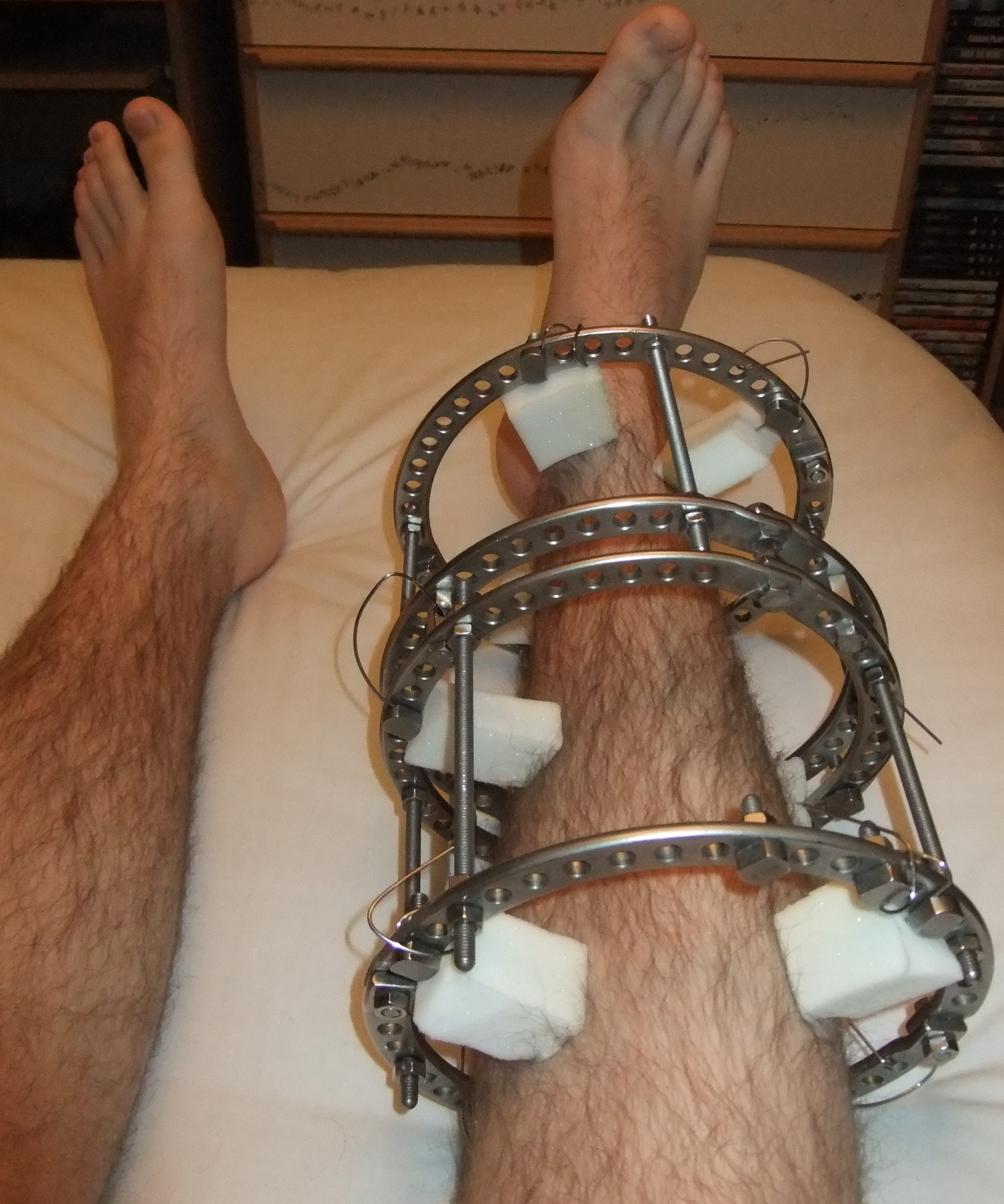
Апарат Ілізарова (кільцовий спицьовий апарат зовнішньої фіксації) накладений на праву гомілку

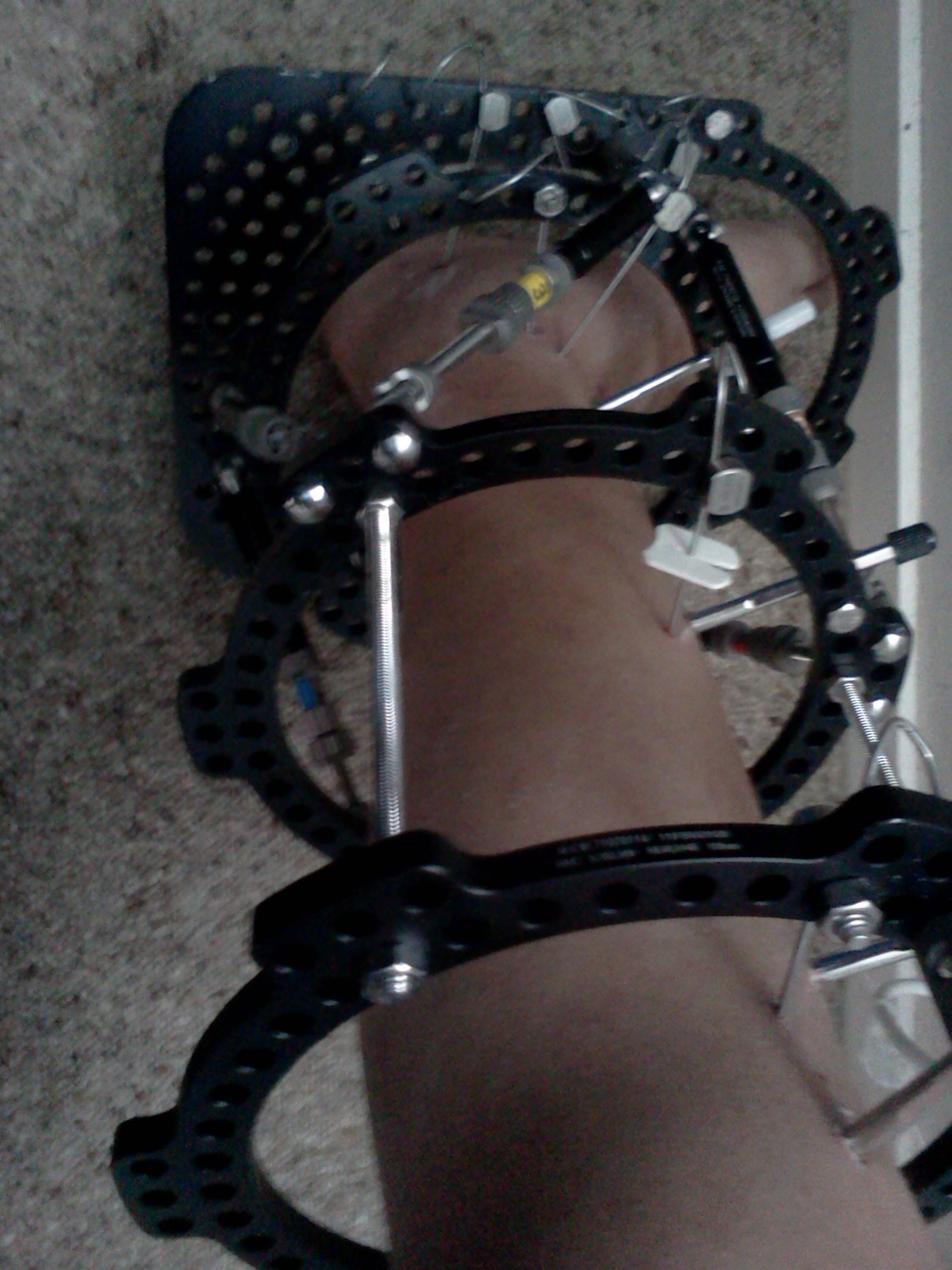
Кільцовий спице-стержневий апарат зовнішньої фіксації (рама Тейлора) накладений для фіксації гомілкостопного суглоба

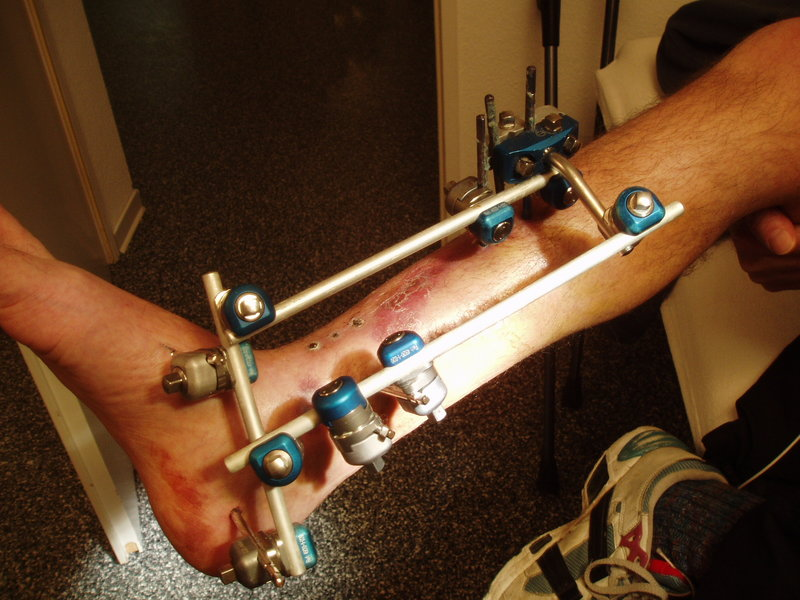
Модульний стержньовий апарат зовнішньої фіксації накладений для фіксації гомілкостопного суглоба

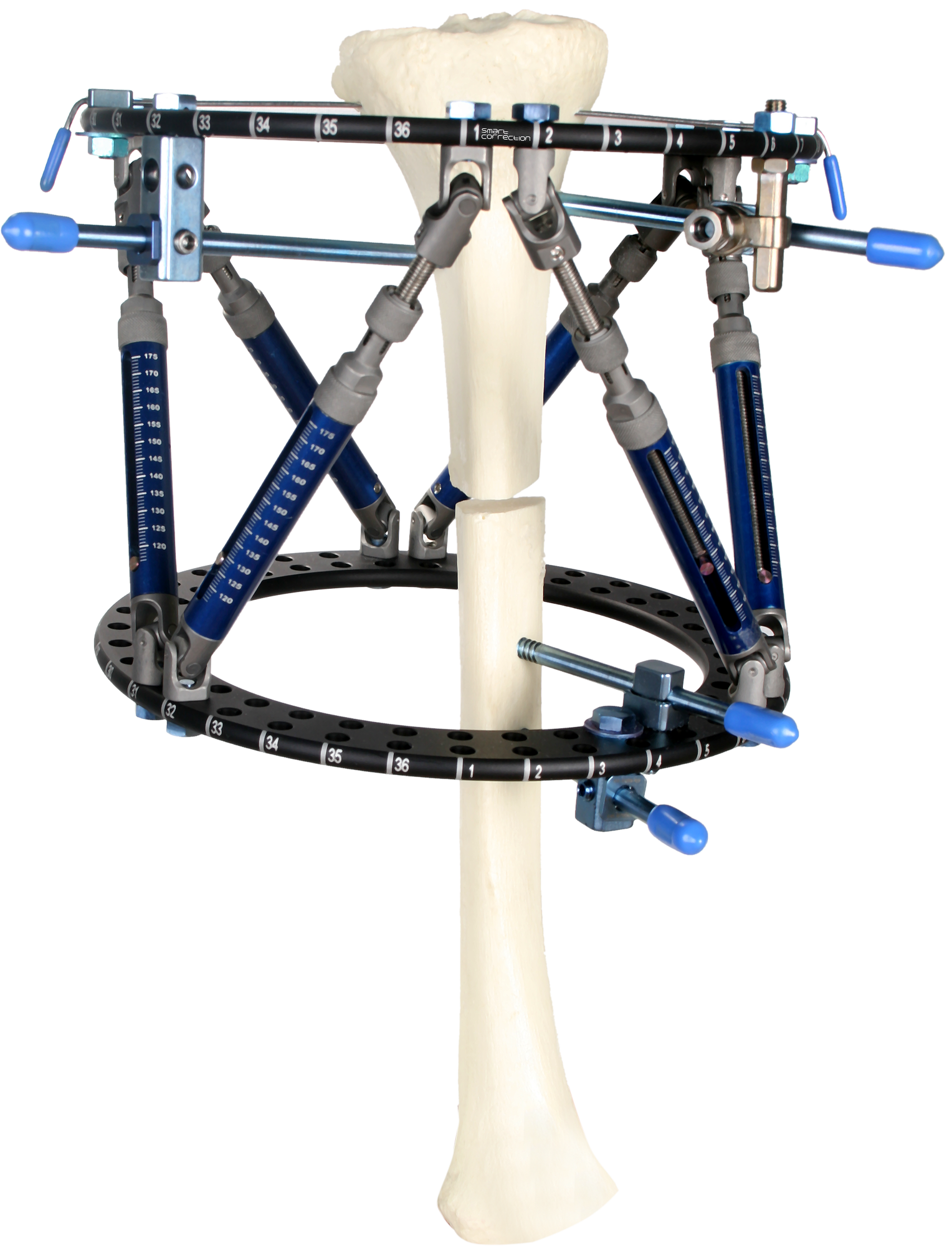
Принцип використання кільцового апарату зовнішньої фіксації (рами Тейлора) в ортопедії — кістка після остеотомії за рахунок рухомих шарнирів може зміщуватися для подолання викривлення або для подовження

Остеосинтез апаратами зовнішньої фіксації (зовнішній черезкістковий остеосинтез; ЧКО; остеосинтез АЗФ)—один із методів остеосинтеза який полягає в застосуванні зовнішніх конструкцій (кільцеві опори, рамки та ін.), розташованих над шкірою, та спиць або стрижнів, що проводяться через кістку (кісткові уламки) і фіксуються в зовнішній конструкції апарату. За допомогою маніпуляцій із зовнішньою конструкцією апарату або окремими елементами зв'язку апарата з кісткою є можливість впливати на кісткові уламки не лише безпосередньо під час операції, але й протягом усього періоду лікування пацієнта в апараті. Таким чином може здійснюватися: стабільна фіксація кісткових уламків в заданому положенні, переміщення окремих уламків, зміна режиму компресії або дистракції, отримання дистракційного регенерату шляхом дозованої дистракції за методом Г. А. Ілізарова.
Апарати зовнішньої фіксації використовують для тимчасової фіксації (на період до створення умов для виконання внутрішнього остеосинтезу, перевагу надають простим конструкціям) або як основний метод остеосинтезу із метою фіксації вже відрепонованих кісткових уламків. У випадку використання апарату зовнішньої фіксації як остаточного методу остеосинтеза, конструкція апарату повинна відповідати вимогам стабільно-функціонального та малоінвазивного остеосинтезу (передбачає відсутність додаткової іммобілізації та можливість раннього (з 3–5-ї доби після операції) відновлення функції суглобів ушкодженої кінцівки, мінімальне втручання до зони перелому); давати можливість раннього навантаження на кінцівку та забезпечувати комфортність для пацієнта, збереження ним мобільності та можливості самообслуговування.
Сьогодні зовнішня фіксація відіграє важливу роль у лікуванні переломів. Вона може не тільки тимчасово стабілізувати переломи, але й забезпечити остаточну фіксацію. Використання зовнішньої фіксації в умовах тактики хірургії контролю пошкоджень (Damage control surgery) може запобігти так званому феномену «другого удару» завдяки швидкому застосуванню, зменшенню крововтрати та мінімально інвазивному застосуванню. Крім того, якщо дати набряку м'яких тканин зменшитися при серйозних травмах, стабілізувавши перелом за рахунок апарату зовнішньої фіксації, ризик ускладненнь операційної рани пропорційно зменшується.

## Історія
Лікарі використовують зовнішню фіксацію для лікування переломів більше 2000 років після того, як Гіппократ вперше описав її як спосіб знерухомлення перелому, зберігаючи цілісність м'яких тканин. Конструкція фіксатора та біомеханіка кардинально змінилися протягом багатьох років, але принципи залишаються незмінними. Основною метою зовнішньої фіксації є збереження довжини, вирівнювання та ротації перелому.
Принцип з'єднання кісток шляхом зовнішньої черезкісткової фіксації запропонував J. Malgaigne, який у 1843 р. розробив пристрій для зовнішньої фіксації уламків при переломах надколінка й ліктьового відростка.
На початку ХХ сторіччя A. Lambotte створив перший стрижневий апарат зовнішньої фіксації.
Chalier в 1917 році та Stader в 1937 році створюють конструкції аппаратів зовнішньої фіксації, що припускали не лише фіксацію вже репонованих уламків кістко, а й можливість окремих репонуючих маніпуляцій.
R. Hoffmann в 1938 році розробив власний, більш досконалий апарат, у якому в кожний з уламків уводили по 2–4 гвинтові стрижні, які закріплювали в зовнішній конструкції, що дозволяла виконувати розтягнення та зближення уламків кісток, а також певною мірою керувати положенням уламків у трьох площинах.
Перехід від досить локального застосування спицевих чи стрижневих апаратів для тимчасової чи постійної фіксації уламків до розробки методу ЧКО як окремого напряму в хірургічному лікуванні захворювань та пошкоджень опорно-рухового апарату, безперечно, пов'язаний з ім'ям Г. А. Ілізарова після 1950 років.
Великий вклад у розробку і створення компресійно-дистракційних апаратів внесли в нашій країні Г. А. Ілізаров, К. М. Сіваш, Н. Д. Флоренський, М. В. Волков, О. В. Оганесян, В. К. Калнберз, С. С. Ткаченко та інші.
Після розпаду СРСР у подальші роки увага відчизняних науковців була зосереджена на розробці більш сучасних стрижневих (СКІД, ЧАС, апарат Костюка) та комбінованих спице-стрижневих систем («Остеомеханік»). Над цим працювали травматологи усіх трьох профільних НДІ України: у Києві (А. П. Крись-Пугач, А. Н. Костюк та ін.,), Харкові (В. Г. Ринденко, Г. В. Бец, Л. Д. Горідова), Донецьку (В. Г. Климовицький, А. Я. Лобко, В. Ю. Черниш; И. А. Катаєв).

## Переваги
Перевагами апаратів зовнішньої фіксації на шпицевій основі є:
- значно менший ризик виникнення інфекційних ускладнень;[1]
- простота монтажу;[1]
- малотравматичність та малоінвазивність;[1]
- можливість імпровізації;[1]
- репозиція кісткових фрагментів можлива в післяопераційному періоді;[1]

Стержневі апарати мають ряд переваг:
- простота конструкції;[1]
- мінімальний час монтажу;[1]
- необмежена кількість варіантів уведення стержнів;[1]
- можливість часткового або повного перемонтажузовнішніх опор у процесі лікування без ослаблення фіксуючих властивостей апарата;[1]
- можливість з'єднання з іншими апаратами зовнішніх конструкцій.[1]

## Недоліки
Основними недоліками при лікуванні апаратами зовнішньої фіксації є:
- можливість пошкодження судин та нервів;[1]
- інфекційно-гнійне запалення м'яких тканин навколо шпиць;[1]
- переломи шпиць;[1]
- кільцевий опік кістки при надмірному розсвердлюванні;[1]
- пролежні м'яких тканин від вдавлювання кілець і дуг апарата;[1]
- обмеженість у гігієнічному туалеті;[1]

## Особливості загоєння перелома
Фізіологія загоєння перелому багато в чому залежить від способу фіксації та рівня стабільності. При абсолютній стабільності перелому, яка досягається наприклад остеостинтезом компресійною пластиною, кістка зазнає первинного внутрішньомембранозного загоєння перелому. З іншого боку, відносна стабільність перелому, наприклад при використанні зовнішньої фіксацій, призводить до вторинного загоєння енхондральної кістки.

## Покази
Клініцисти використовують зовнішню фіксацію в ортопедії, травматології, дитячій ортопедії та пластичній хірургії при різноманітній патології.
Деякі показання до застосування апаратів зовнішньої фіксації:
- Лікування переломів у постраждалих із політравмою, а також у пацієнтів із тяжкою супутньою соматичною патологією.[2][4]
- Остеосинтез відкритих переломів та поєднання переломів із значними ушкодженнями м'яких тканин (опіки, інфіковані рани та садна).[2][4]
- Остеосинтез вогнепальних переломів кісток кінцівок.[5]
- Внутрішньосуглобові переломи з багатоуламковим ушкодженням суглобової поверхні. У багатьох випадках при таких переломах існуючі металоконструкції для внутрішнього остеосинтезу не дають можливості стабільної фіксації кожного з фрагментів, а поєднання прямої репозиції (спиці, стрижні та ін.) з тракційною репозицією в апараті (лігаментотаксис) дає можливість адекватного відновлення суглобової поверхні та утримання досягнутого співвідношення за рахунок керованості зовнішньої конструкції.[2][4]
- Лікування переломів, що не зрослися, псевдоартрозів, переломів, що зростаються уповільнено.[2][4]
- Лікування багатоуламкових діафізарних переломів довгих кісток з ушкодженням кістки на значному протязі діафіза (як правило, С1 та С3 за класифікацією АО/ASIF).[2]
- Нестабільні переломи тазового кільця.[4]
- Переломи з великим набряком м'яких тканин.[4]
- Усі ситуації, що вимагають отримання дистракційного регенерату: подовження кісток, компенсація дефектів кісток, коригуючі остеотомії та ін.[2]
- Остеосинтез та лікування кісткових дефектів у пацієнтів з остеомієлітом.[2][4]
- Іммобілізація суглоба після пластики дефекта клаптем м'яких тканин.[4]
- Тракція для інтраопераційної репозиції перелому.[4]

## Протипоказання
Зовнішня фіксація є відносно безпечною малоінвазивною процедурою і може принести значну користь пацієнту, якщо її використовувати в правильних умовах.
- Пацієнт з ослабленою імунною системою.[джерело?]
- Пацієнт, який не зможе забезпечити належний догляд за фіксаційними елементами (наприклад, дротом і шпилькою).[4]
- Попередня внутрішня фіксація, яка «не дає» правильно розташувати фіксаційні елементи.[4]
- Патології кісткової тканини, що перешкоджають фіксації штифтами.[джерело?]

## Види апаратів зовнішньої фіксації
Апарати умовно поділяють на спицеві, стрижневі та спице-стрижневі.
За будовою опорних елементів та конфігурації апарату, виділяють:
- Однобічні (унілатеральні) одноплощинні фіксатори.[2][4]
- Двобічні (білатеральні) одноплощинні фіксатори з проведенням стрижнів наскрізь та їх двобічною фіксацією.[2][4]
- Двобічні квадратні фіксатори (білатеральні двоплощинні) із стрижнями, проведеними наскрізь.[2]
- Трикутні фіксатори з однобічним або наскрізним проведенням стрижнів. Зовнішні конструкції при цьому формуються в жорсткі трикутні системи.[2]
- Напівкруглі фіксатори (зовнішні опори у формі напівкільця).[2]
- Круглі фіксатори (зовнішні опори мають кільцеву форму)[4]. Кільця з'єднуються між собою різьбовими штангами. Саме до такого типу належать відомі апарати Ілізарова[2] та сучасні модификації (Просторова рамка Тейлора[en] та ін.)[6].

Модульний апарат зовнішній фіксатор оптимальний для тимчасового використання. Він швидко наноситься без необхідності інтраопераційного рентгенівського дослідження та може бути скоригований пізніше.
Пристрої одноплощинної фіксації швидко та легко накладаються, але вони не такі міцні, як багатоплощинна фіксація. Двосторонні каркаси створюються, коли стрижні знаходяться з обох боків кістки, і вони також можуть додати додаткову стабільність. Кругові фіксатори набули популярності в процедурах подовження кінцівок, але вони особливо ефективні, коли дозволяють пацієнту давати навантаження на кінцівку та підтримувати деяку рухливість суглобів під час лікування.

## Техніка накладення апарату зовнішньої фіксації
Основні етапи накладення апарату зовнішньої фіксації на прикладі стрижньового модульного апарату зовнішньої фіксації АО:
1. Підготовка необхідного обладнання. Залежно від анатомічної області більш доцільною буде велика, середня, мала або міні система зовнішньої фіксації. Штифти, стрижні та затискачі подібні в усіх системах, але відрізняються за розмірами. Для застосування спеціальних каркасів можуть знадобитися додаткові компоненти. Для великого зовнішнього фіксатора АО використовують:
- Стержні з різьбою (стержні типу Шанца, стандартні або самосвердлюючі/самонарізні діаметром 5 або 6 мм);
- Стрижні або металеві трубки з вуглеволокна (діаметр 11 мм).
- Затискачі стрижень-штифт (стержень).
- Комбіновані затискачі.
- Затискачі стрижень до стержня.

2. Введення стержня. По два стержні повинні бути вставлені в безпечні зони в кожному з проксимальних і дистальних фрагментів. Ризик пошкодження сухожилля або пошкодження нервів, судин і м'язів визначається анатомією кожної ділянки. Стержні не можна розташовувати там, де вони будуть входити в порожнину суглоба. Етапи:
- Розріз шкіри. Положення кожного розрізу шкіри визначається положенням шпильки.
- Попереднє просверлювання. Використовуються за винятком випадків, коли використовуються самосвердлюючі стержні. Перед вставленням різьбових стержнів необхідно попередньо просвердлити обидва кортикальні шари кістки.
- Вставка стержнів.

3. Збірка рами апарату зовнішньої фіксації. З'єднується два стержні в кожному основному фрагменті зі стрижнем за допомогою затискачів стрижень-штифт (стержень). Між стрижнем і шкірою має бути достатньо місця для обробки. З'єднується дві часткини рами стрижнем за допомогою затискачів стрижень-стрижень, накладених достатньо вільно, щоб потім репонувати перелом.
4. Репозиція перелому та фіксація апарата. Використовуючи частини каркасу апарата як ручки, проводять репозицію перелома. Рентгенологічно перевіряють ступінь репозиції перелома. Коли буде досягнуто задовільну репозицію перелома, затягують затискачі стрижня до стрижня, щоб завершити монтаж конструкції апарату зовнішньої фіксації.

### Особливості проведення спиць і стержнів
Введення спиць має здійснюватися на малих обертах медичної дрелі, з зупинкою кожні 5–6 секунд для охолодження спиці. Для спиць, що вводяться в діафізарний відділ, заточка має бути лише списоподібною або пероподібною. Для епіметафізарних відділів припустимим є також застосування тригранної заточки спиці. Для стрижнів із «самонарізною» високою різьбою в кістці в епіметафізарних відділах немає необхідності в попередній підготовці каналу в кістці: такі стрижні вводяться у кістку ручними приладами без попереднього насвердлювання. Для введення стрижнів усіх типів у діафізарну частину кістки має бути підготовлений канал свердлом відповідного діаметра. Слід обирати анатомічно безпечні зони для введення спиць і стрижнів (на відстані від магістральних судин, нервових стовбурів).

## Ускладнення

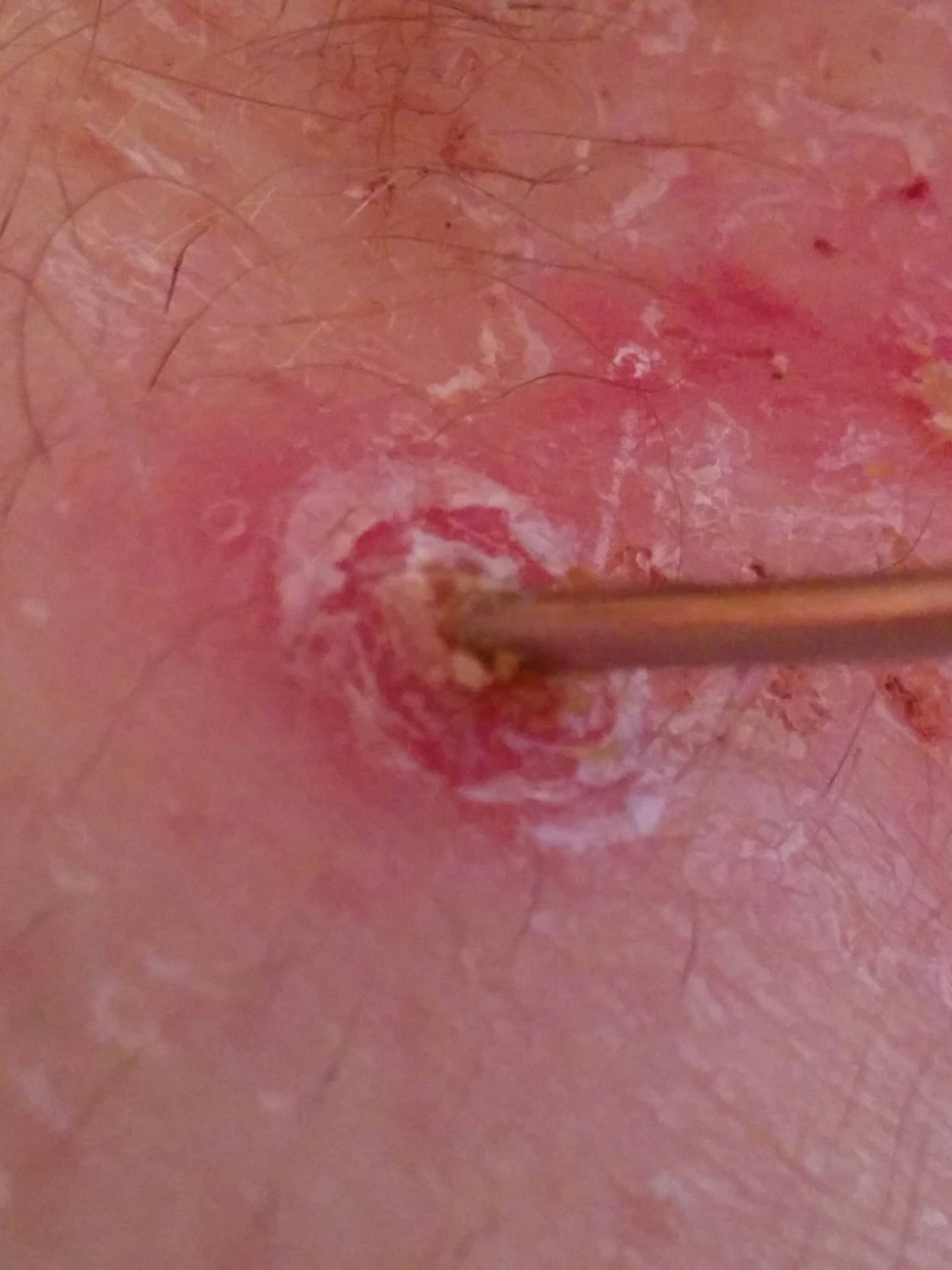
Запалення м'яких тканин в місці проведення спиці (стержня) — найчастіше ускладення при лікування апаратами зовнішньої фіксації

Основні ускладнення, які можуть виникнути при лікуванні апаратами зовнішньої фіксації:
- Інфікування місць проведення спиць (стержнів);[4]
- Остеомієліт;[4]
- Ослаблення елементів рами апарату або спиці (стержня);[4]
- Зрощення кістки зі зміщенням;[4]
- Незрощення перелому;[4]
- «Прорізування» м'яких тканин в ділянці спиці (стержня);[4]
- Пошкодження судин або нервів;[4]
- Компартмент-синдром;[4]
- Перелом в місці введення стержня;[4]